# Camillo Astalli

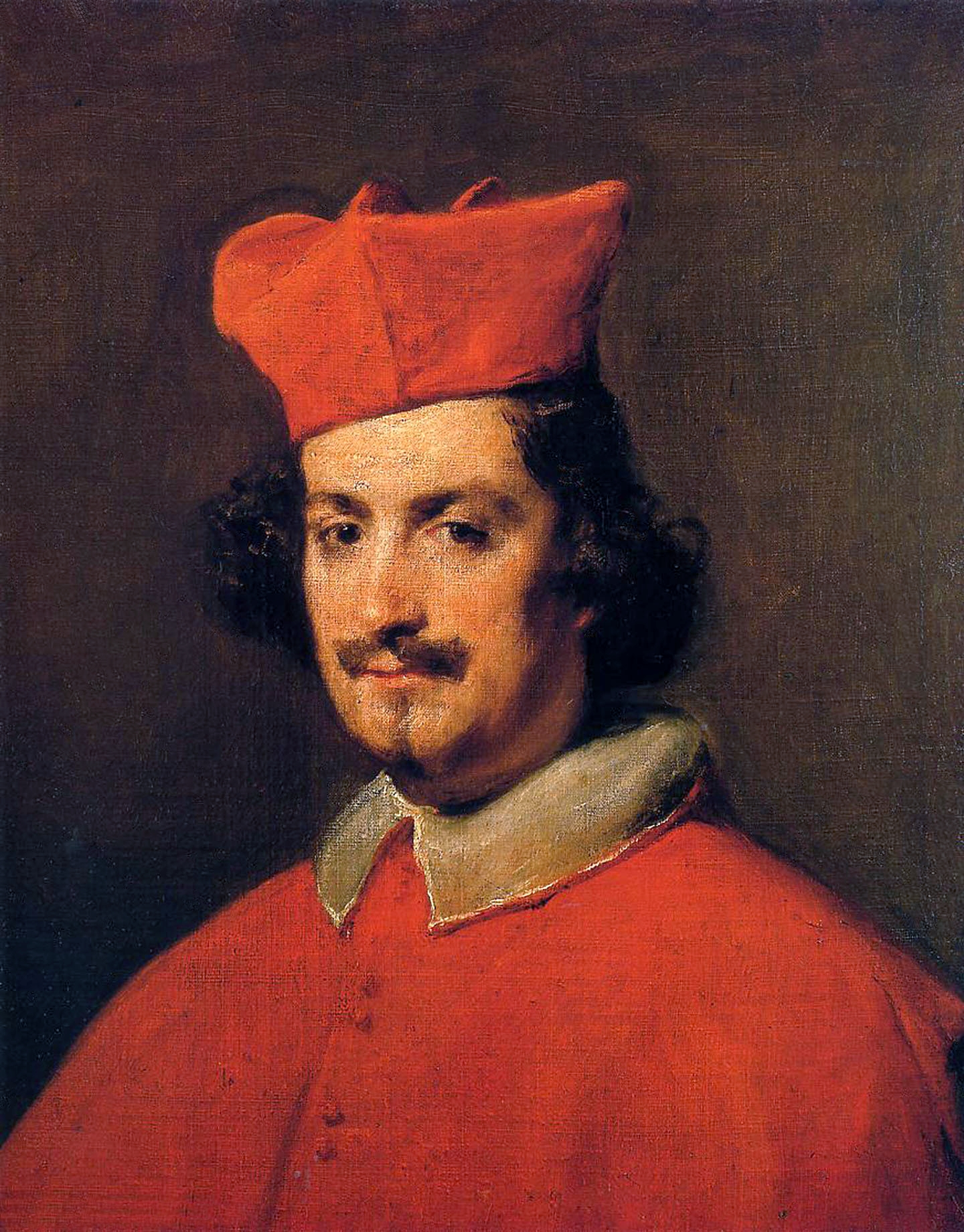
Camillo Kardinal Astalli (Porträt von Diego Velázquez, 1650; Hispanic Society, New York City)

Camillo Astalli, auch Camillo Astalli-Pamphilj, (* 21. Oktober 1616 oder 1619 in Rom; † 21. Dezember 1663 in Catania) war ein italienischer Kardinal der Römischen Kirche.

## Leben
Astalli studierte in Rom Rechtswissenschaften. Sein Bruder, ein Markgraf, heiratete die Nichte eines späteren Rivalen am päpstlichen Gerichtshof, Olimpia Maidalchini. Sein Förderer im Vatikan wurde Giovanni Giacomo Panciroli. Am 19. September 1650 wurde Astalli durch Papst Innozenz X. zum Kardinal kreiert und am 17. Oktober 1650 als Kardinalpriester von San Pietro in Montorio installiert. Zudem wurde er Kardinalnepot, da sein Vorgänger im Amt, Camillo Pamphilj, heiratete und der andere Vorgänger im Amt, Francesco Maidalchini, beim Papst in Ungnade gefallen war.
Als sein Mentor Panciroli 1651 verstarb, sorgte er sich um seine Zukunft im Vatikan und schloss sich der spanischen Gruppe um Philipp IV. von Spanien an. Im Februar 1654 wurde er von Papst Innozenz X. entlassen und wegen Staatsgeheimnisverrates an Spanien seiner Ämter enthoben. Erst nach dem Tode von Papst Innozenz X. gelangte er wieder zu Einfluss in der Kurie. Astalli nahm am Konklave 1655 teil, aus dem Alexander VII. als Papst hervorging. Am 24. Januar 1661 wurde er von den Kardinälen für ein Jahr zum Kämmerer des Kardinalskollegium gewählt, zudem am 4. Juli 1661 zum Bischof von Catania mit dem persönlichen Titel eines Erzbischofs ernannt. Die Bischofsweihe spendete ihm am 25. Juli 1661 in der Kirche San Giacomo in Rom Kardinal Federico Sforza; Mitkonsekratoren waren Emilio Altieri, Bischof von Camerino, und Alessandro Crescenzi, Bischof von Bitonto.
Camillo Astalli starb in Catania und wurde im Dom von Catania beigesetzt.